# Gastrancistrus laticornis
Gastrancistrus laticornis är en stekelart som beskrevs av Walker 1834. Gastrancistrus laticornis ingår i släktet Gastrancistrus och familjen puppglanssteklar.
Artens utbredningsområde är:
- Nederländerna.
- Spanien.
- Sverige.

Arten är reproducerande i Sverige. Inga underarter finns listade i Catalogue of Life.